# Doux Tam-Tam
Albums de Dave
Soit dit en passant
(2001) Tout le plaisir a été pour moi
(2006)
Doux Tam-Tam est le quatorzième album studio de Dave, sorti le 13 avril 2004 chez East West label de Warner. Il est réalisé par Philippe Uminski.

## Titres
1. Doux tam-tam (reprise de Come softly to me de The Fleetwoods)
2. L'attraction des cœurs (reprise de Music To Watch Girls By d’Andy Williams)
3. La belle endormie (duo avec Marie France, reprise de Deep Purple)
4. Les heures (reprise de It's All in the Game de Tommy Edwards)
5. Je ne sais rien de la vie
6. Si j'ai trop d'amour (reprise de Since I Don't Have You de The Skyliners)
7. Ne t'embarrasse pas de remords (avec Kent, reprise de It Doesn’t Matter Anymore de Buddy Holly)
8. Un signe de vie de vous (reprise de In Dreams de Roy Orbison)
9. Obsession (reprise de Little Baby de Blue Rondo à la Turk)
10. Vieillir avec toi (reprise de Couldn't Live without your love de Petula Clark)
11. Let It Be Me (avec Keren Ann, reprise de Je t'appartiens de Gilbert Bécaud)
12. Blue velvet (reprise de Bobby Vinton)
13. So much in love (reprise de The Tymes)

## Classements
| Classements (2004) | Meilleure position |
| ------------------ | ------------------ |
| France             | 33                 |